# Augustin Komoé Kouadio

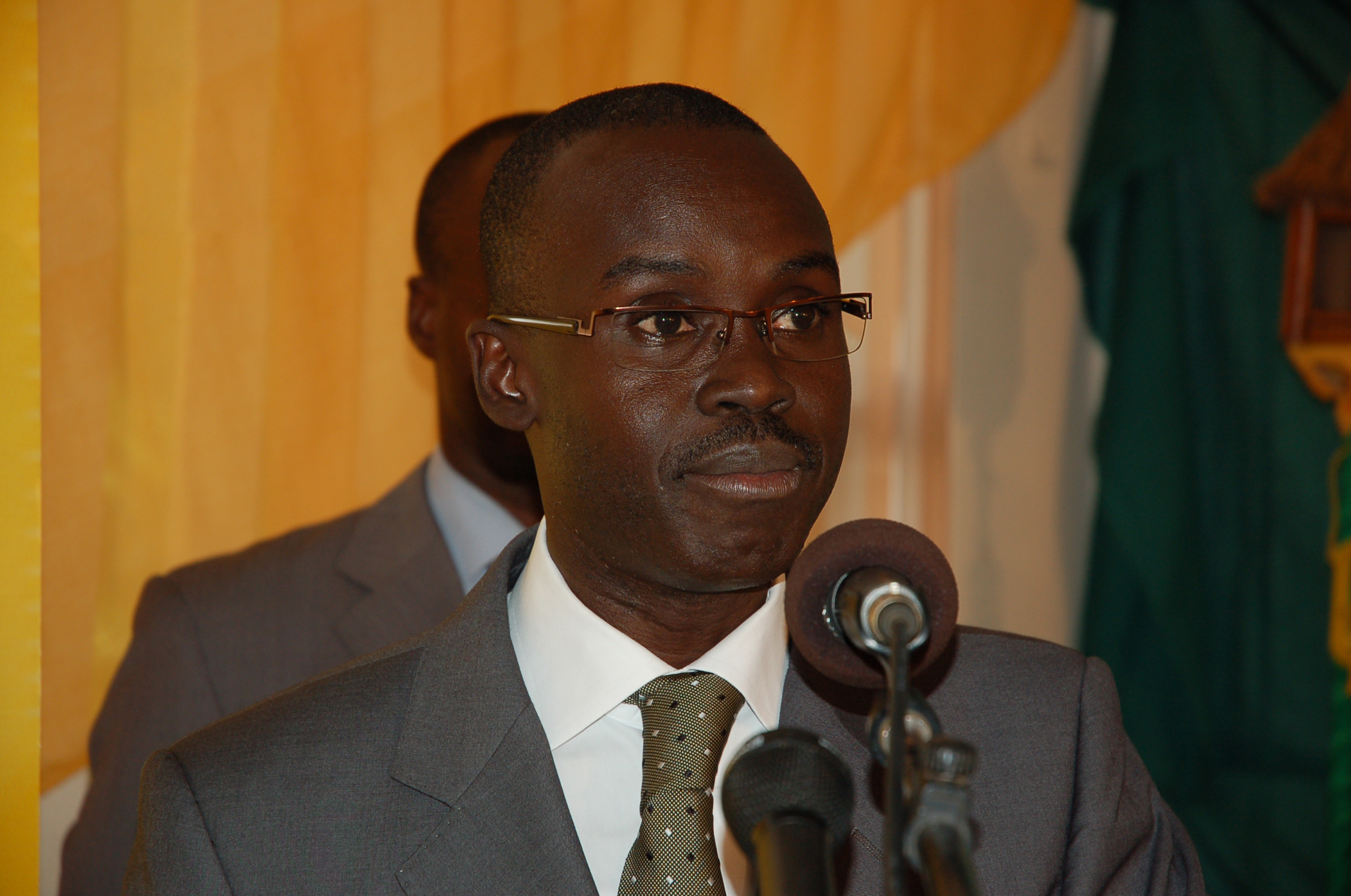
Augustin Komoé Kouadio, 2008

Augustin Komoé Kouadio (* 19. September 1961 in Kokomian) ist ein ivorischer Politiker.

## Leben
Kouadio, verheirateter Vater von vier Kindern, studierte zunächst bis 1984 Rechtswissenschaften. Er vertiefte dieses Studium 1987 an der Université de Paris XI.
Von April 2007 bis Februar 2010 leitete er zunächst das Ministerium für Kultur und Frankophonie. Anschließend war ab dem 23. Februar 2010 Bergbau- und Energieminister im Kabinett Guillaume Soros. Diese Position hatte er auch während der Regierungskrise 2010/2011 vom 5. Dezember 2010 bis 11. April 2011 in der Regierung Aké N’Gbo inne.
Kouadio war wie auch andere Mitglieder der Regierung Aké N'Gbo ab dem 11. Januar 2011 von Sanktionen der Europäischen Union betroffen. Er hatte Einreiseverbot in die EU und seine Konten wurden eingefroren.